# Мазол
Мазолът е ограничено задебеляване на роговия слой на кожата, обикновено по изложени на продължителен натиск места (пръсти на краката, стъпала, ръце). Мазолът или мазолистост се наричат и по-широките задебелявания на роговия слой под влияние на професионални условия, а също и първичното хрущялно образувание, което свързва краищата на счупена кост и по-късно се вкостява (калус).

## Лечение
Лекува се с външни лекарства или чрез оперативно премахване.